# Kisan Mazdoor Bahujan Party
Kisan Mazdoor Bahujan Party (Bonde och Arbetarmajoritetspartiet), utbrytargrupp ur Jantantrik Bahujan Samaj Party som leddes av Narendra Singh. I delstatsvalet i Uttar Pradesh 2002 var KMBP allierade med BJP, och lanserade två BJP-stödda kandidater. KMBP satt med i Uttar Pradesh delstatsregering kring 2002. KMBP gick samman med Kongresspartiet inför Lok Sabhavalet 2004.